# 皮老闆大電影
《皮老闆大電影》（英語：Plankton: The Movie）是一部2025年美國電腦動畫冒險電影，是《海綿寶寶系列電影》的第六部作品，由戴夫·尼達姆執導（導演處女作），勞倫斯先生、卡茲和克里斯·維斯卡迪共同撰寫劇本，勞倫斯先生撰寫故事，其主要配音陣容包括勞倫斯先生、吉兒·泰利、湯姆·肯尼、比爾·法格巴克、卡羅琳·勞倫斯、克蘭西·布朗以及羅傑·邦帕斯。
《皮老闆大電影》2025年3月7日全球上線Netflix。

## 配音員
- 勞倫斯先生（英语：Mr. Lawrence）聲演皮老闆
- 吉兒·泰利（英语：Jill Talley）聲演凱倫
- 湯姆·肯尼聲演海綿寶寶和小蝸
- 比爾·法格巴克聲演派大星
- 卡羅琳·勞倫斯聲演珊迪
- 克蘭西·布朗聲演蟹老闆
- 羅傑·邦帕斯（英语：Rodger Bumpass）聲演章魚哥

## 製作
2020年3月，維亞康姆CBS宣布將製作兩部改編自《海綿寶寶》的衍生電影，並在Paramount+首播。
2024年6月，Netflix正式公布一部以反派角色皮老闆為主演的衍生電影《皮老闆大電影》（Plankton: The Movie），並發布首張劇照。該片由戴夫·尼達姆（David Needham）執導，勞倫斯先生（皮老闆的配音員）、卡茲和克里斯·維斯卡迪共同撰寫劇本，勞倫斯先生撰寫故事，馬胡亞·伯里曼-庫珀（Mahuia Bridgman-Cooper）配樂，布雷特·麥肯齊、琳達·佩里、馬克·馬瑟斯鮑夫和鮑勃·馬瑟斯鮑夫創作原創歌曲，吉兒·泰利、湯姆·肯尼、比爾·法格巴克、卡羅琳·勞倫斯、克蘭西·布朗以及羅傑·邦帕斯回歸聲演各自的角色。

## 發行
《皮老闆大電影》2025年3月7日全球上線Netflix。

## 外部連結
- 互联网电影数据库（IMDb）上《皮老闆大電影》的资料（英文）
- 豆瓣电影上《皮老闆大電影》的資料 （简体中文）